# オナイダ湖
オナイダ湖 (オナイダこ、Oneida Lake) はアメリカ合衆国のニューヨーク州にある湖で、面積79.8平方マイル（207km2）であり全体が州内にある湖では最大である。長さ約21マイル（34km）、幅約5マイル（8.0km）で平均水深22フィート（6.7m）、湖岸の長さはおよそ55マイル（89km）である。五大湖の近く、シラキュースの北東に位置し、オナイダ郡とオスウェゴ郡に属する。西からオナイダ川が流れ出しオスウェゴ川を経てオンタリオ湖へ注ぐ。流入河川はオナイダ・クリーク、フィッシュ・クリークなどがある。フィンガーレイクスには含まれないが、その親指とされることがある。フィンガー・レイクスと比べると浅いため、水温の年較差が大きく冬季は凍結する。湖内のフレンチマン島にフレンチマンアイランド州立公園、東岸にベローナビーチ州立公園がある。
湖の名前はネイティブ・アメリカンのオナイダ族に由来する。

## 歴史
18世紀から19世紀はじめ、オナイダ湖とそこにそそぐウッド川は、大西洋沿岸からハドソン川を通りモホーク川でアパラチア山脈を超え陸路となるオナイダ・キャリー (Oneida Carry) を経てウッド・クリーク、オナイダ湖へ至る水上交通路の一部であった。オナイダ湖からはオナイダ川などを通ってオンタリオ湖へ出られた。
アメリカ独立戦争ではイロコイ連邦内でイギリス本国側とアメリカ側に分かれ、敗北したイギリス本国側の部族たちは条約によって土地を割譲させられた。土地を手に入れた白人たちは1792年から1803年にかけてオナイダ・キャリーを通る運河を開削し、その結果オナイダ湖を通る商船の数が急増した。一方で1825年に完成したエリー運河はオナイダ湖を迂回したため、湖周辺の人は東部への水路を得られなかった。
1835年にオナイダ湖とエリー運河を繋ぐ長さ4.5マイル（7.2km）の水路が完成したが、1863年には閉鎖されている。
その後20世紀始めにはエリー運河がニューヨーク州バージ運河に作りかえられる際は自然の川は湖ができる限り利用された。この新しい運河は東のシルバンビーチでオナイダ湖につながり、西のブルーワートンからはオナイダ川が運河の一部となっている。

## 地理
オナイダ湖は氷河期の終わりに存在していたイロコイ氷河湖の残りである。

## 隣接する地域

### 郡
- マディソン郡
- オナイダ郡
- オノンダガ郡
- オスウェゴ郡

### 町・村
- ブリュワートン（英語版）
- ブリッジポート（英語版）
- シセロ
- クリーヴランド（英語版）
- コンスタンティア（英語版）
- ヘイスティングズ（英語版）
- サルヴァン（英語版）
- レノックス（英語版）
- シルヴァン・ビーチ（英語版）
- ヴェローナ（英語版）
- ヴァイエンナ（英語版）
- ウェスト・モンロー（英語版）